# Cándido Genaro Rubiolo
Cándido Genaro Rubiolo (* 19. September 1920 in Devoto; † 9. Februar 2004) war Erzbischof von Mendoza.

## Leben
Cándido Genaro Rubiolo empfing am 22. September 1945 die Priesterweihe.
Paul VI. ernannte ihn am 4. September 1974 zum Weihbischof in Córdoba und Titularbischof von Aquae in Mauretania. Der Erzbischof von Córdoba, Raúl Francisco Kardinal Primatesta, weihte ihn am 17. November desselben Jahres zum Bischof; Mitkonsekratoren waren Blas Victorio Conrero, Erzbischof von Tucumán, und Agustín Adolfo Herrera, Bischof von San Francisco. 
Der Papst ernannte ihn am 15. April 1977 zum Bischof von Villa María und er wurde am 13. Juli desselben Jahres ins Amt eingeführt. Am 11. Oktober 1979 wurde er zum Erzbischof von Mendoza ernannt und wurde am 23. November desselben Jahres ins Amt eingeführt. Am 25. März 1996 nahm Johannes Paul II. seinen altersbedingten Rücktritt an.